# Le Clapier
 Le Clapier  (en occitano Lo Clapièr) es una población y comuna francesa, situada en la región de Mediodía-Pirineos, departamento de Aveyron, en el distrito de Millau y cantón de Cornus.

## Demografía
| 119 | 96 | 79 | 71 | 67 | 65 |
| Para los censos de 1962 a 1999 la población legal corresponde a la población sin duplicidades (Fuente: INSEE [Consultar]) |    |    |    |    |    |